# Elisabeth von Schönau

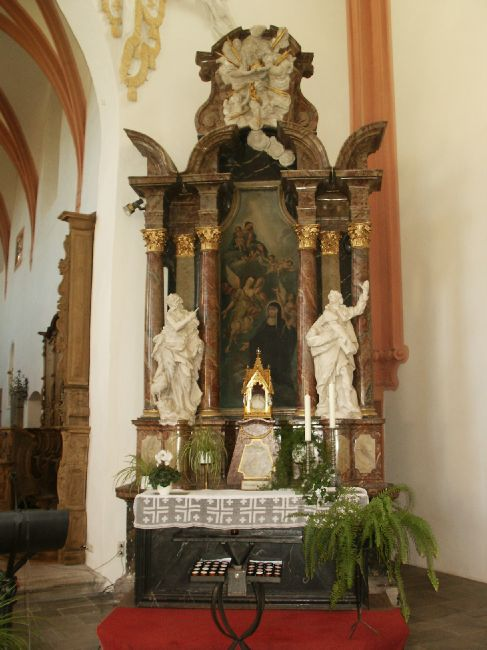
Zijaltaar van de abdijkerk in Schönau met de schedel van de heilige Elisabeth als relikwie

Elisabeth von Schönau (1129 - 1164 klooster Schönau bij Strüth) was een benedictines, mystica en lokale heilige in het Rijnland.
Zij was van kindsbeen af regelmatig ziek. Zij leed aan waanideeën en angstaanvallen. Aan de leeftijd van 12 jaar trad ze in bij de benedictinessen van Schönau. Het klooster van Schönau lag toentertijd in het aartsbisdom Trier, doch bevindt zich vandaag in het bisdom Limburg aan de Lahn. Het is een dubbelklooster: een voor mannelijke en een voor vrouwelijke religieuzen. In het klooster volgde Elisabeth een strenge levensvorm van ascese.

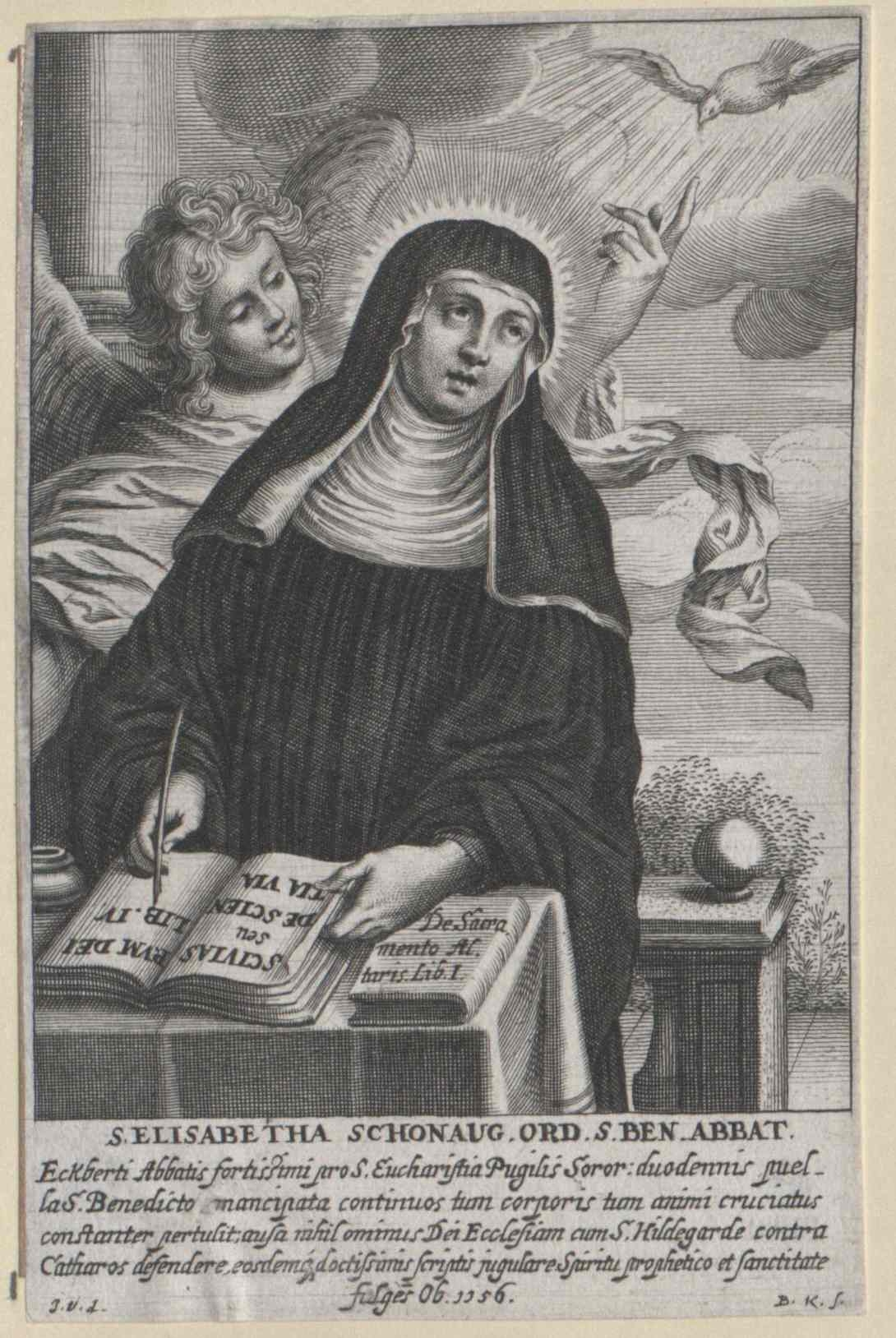
Elisabeth von Schönau

Haar mystieke visioenen liet ze neerschrijven door haar broer-benedictijn, Eckbert von Schönau (zie aldaar). Zij correspondeerde met de heilige Hildegarde von Bingen, een andere mystica. Deze laatste maande Elisabeth aan haar ascese te milderen.
Haar beenderen zijn een relikwie in de abdij van Schönau. Tijdens de Dertigjarige Oorlog in het Rooms-Duitse rijk smeten Zweedse soldaten een deel van haar beenderen weg; haar schedel is bewaard gebleven.